# 维尔马尼
维尔马尼，是匈牙利包尔绍德-奥包乌伊-曾普伦州所辖的一个村。总面积12.58平方公里，总人口1391，人口密度110.6人/平方公里（2011年1月1日）。